# Фред Честер Бонд
Фред Честер Бонд (англ. Fred Chester Bond; 10 червня 1899 — 23 січня 1977) — американський гірничий інженер. Випускник Гірничої школи Колорадо, він працював у компанії Allis-Chalmers з гірничодобувного обладнання та обладнання для розробки руди з 1930 по 1964 рік.

## Творча біографія
У 1930-х — на початку 1950-х років Бонд розробив нову теорію подрібнення, яка ввела індекс, який називається «Індекс роботи Бонда», який пов'язує споживання енергії при подрібненні та подрібненні з розподілом корму та продукту за розмірами. Його теорія та покажчик були представлені в статті наукового журналу 1952 року. Бонд назвав свою теорію «третьою теорією подрібнення», враховуючи теорії Петера фон Ріттінгера і Фрідріха Кіка як першу та другу. Цей термін та термінологія «законів подрібнення», як-от «закон Ріттінгера», «закон Кіка» та «закон Бонда».
Досягнення Бонда як теоретика процесів дроблення і подрібнення поціновані в 1988 році — коли його ім'я занесено до когорти найвідоміших гірничих інженерів США (Національної зали слави гірництва) У 1952 році він отримав медаль за видатні досягнення від своєї альма-матер, Гірничої школи Колорадо. У 1965 році він отримав премію AIME Роберта Х. Річардса «за значний внесок у розширення знань про процеси дроблення та подрібнення та досягнення в промисловому застосуванні цих знань для розвитку промисловості подрібнення корисних копалин»

## Публікації
- Bond, Fred C. (1952), The third theory of comminution, Transactions of the American Institute of Mining, Metallurgical, and Petroleum Engineers, 193: 484—494
- Bond, Fred C. (1961), Crushing and grinding calculations, Part I-II., Br. Chem. Eng., 6: 378—385, 543—548
- Bond, Fred C. (2011), Bond, Laurie J. (ред.), It Happened to Me, Bruce F. Bond. Autobiography, published posthumously.{{citation}}:  Обслуговування CS1: Сторінки зі значенням параметра postscript, що збігається зі стандартним значенням в обраному режимі (посилання)
- Bond, Fred C. (1972), Bond, Bruce F. (ред.), To Know What We Are (вид. 2), Bond Publishing. Metaphysical work, republished 2011.{{citation}}:  Обслуговування CS1: Сторінки зі значенням параметра postscript, що збігається зі стандартним значенням в обраному режимі (посилання)